# ウソホンティ
『ウソホンティ』は、フジテレビ系列で放送されていたクイズ番組である。製作局のフジテレビでは2009年10月14日から2010年3月17日まで、毎週水曜 24時45分 - 25時08分に放送。

## 内容
2009年7月11日（土曜） 15:30 - 17:25に一度フジテレビでパイロット版が放送された後、同年10月14日にレギュラー放送を開始した。
3人の男性芸能人たちが「ウソみたいなホントの○○」というテーマでそれぞれ選択肢を説明し、ベッキーをリーダーとする解答者たちが誰が本当の答えを言っているのかを当てる形式で進行する。番組はウソみたいなホントのことを「ウソホンティ」と称しており、画面にテロップ表示されていた番組の正式名称も「ウソみたいなホントの話 ウソホンティ」である。
クイズは毎回2問が出されていた。1問はVTRで検証し、もう1問はびっくり人間をスタジオに3人呼んで誰が本物かを当てるというパターンが多かった。解答者は、男性芸能人たちの説明が信じられないときには「ホラ貝ホーン」を鳴らした。最終的にはリーダーのベッキーが答えを決めていた。2009年12月9日放送分からは、負けた側がセンブリ、ヨモギ、ゴーヤを混ぜた「ウソホン茶」（ウソホンティー）を飲まされるようになった。
これとは別に、視聴者から投稿された、鳴き声が言葉に聞こえるネコ「しゃべネコ」の映像が毎回紹介されていた。
番組内では、スタジオジブリ作品のBGM（『風の谷のナウシカ』の「ナウシカ・レクイエム」や、『天空の城ラピュタ』の「君をのせて」など）のアレンジ版が使われていた。
レギュラー放送終了後の2010年3月25日（木曜） 22:00 - 23:24には、『ウソホンティ・ザ・ワールド!!驚愕ネタを探してたら地球1周してたぞSP』が放送された。

## 出演

### 司会
- 中野美奈子（当時フジテレビアナウンサー）

### 解答者
- ベッキー - 解答者リーダー。
- 「ウソみたいなホントのゲスト」 - レギュラー放送第1回目のゲストはベッキーの母親だった。正解発表のとき、この人物が「ウソホンティ」と言う。

### プレゼン（ウソホンティスト）
- ウエンツ瑛士 - ウソホンティストリーダー。問題の説明者も兼ねる。
- 他に、有吉弘行、ビビる大木、小沢一敬などの男性お笑い芸人から2組。
- 店の料理などの問題では、正解の答えを担当する人物が事前にVTR取材していることが多かった。
- 定期的に、ウエンツが解答者になり、ベッキーを含む女性3人がウソホンティストになる回があった。

## スタッフ
- ナレーション：牧原俊幸・吉崎典子（当時フジテレビアナウンサー）
- 企画：熊谷剛・金井卓也（フジテレビ）
- プロデューサー：河田宣正
- 構成：塩沢航、川野将一、杉本みな子、酒井健作、中村紀史
- スーパーバイザー：小笠原英樹
- 企画協力：ブランチ（スーパーバイザーのペンネーム）
- リサーチ：杉山浩子、上村知子、山田有美
- 技術：中市友
- TD/SW：大嶋徹
- CAM：村野哲也
- VE：郡司洋
- AUD：村脇昭一
- LD：八木原伸治
- 美術：木村文洋
- デザイン：別所晃吉
- 美術進行：小山千香子
- 大道具製作：葛西剛太
- 大道具操作：古川竜二
- アクリル装飾：松本健
- 特効：小熊雅樹
- 電飾：福田隆正
- メイク：香取久美
- 車両：A.N.K
- CG：デジタルマーケット
- タイトル：原野真理子
- 編集：岡本広、久世圭子
- MA：和光康彦、藤井啓介
- オフライン：田中寛人
- 選曲：山口晃司
- 音効：クォン・ジンホ
- TK：本田悦子
- 広報：谷川有希（フジテレビ）
- AD：武藤由華
- ディレクター：瀬戸宏章、平田亮輔、舟木隆浩、西岡奈美、吉村慶介、佃敏史
- 制作：深野和伸
- 演出：週替わり
- 総合演出：稲村健
- 制作協力：共同テレビ
- 製作著作：フジテレビ

## ネット局
| 放送対象地域 | 放送局             | 系列           | 放送日時                 | 備考                  |
| ------------ | ------------------ | -------------- | ------------------------ | --------------------- |
| 関東広域圏   | フジテレビ         | フジテレビ系列 | 水曜 24時45分 - 25時08分 | 制作局                |
| 宮城県       | 仙台放送           | フジテレビ系列 | 水曜 24時45分 - 25時08分 | 同時ネット            |
| 岩手県       | 岩手めんこいテレビ | フジテレビ系列 | 木曜 24時45分 - 25時10分 | 15日遅れ              |
| 山形県       | さくらんぼテレビ   | フジテレビ系列 | 木曜 24時35分 - 25時00分 |                       |
| 福島県       | 福島テレビ         | フジテレビ系列 | 水曜 24時35分 - 24時58分 | 21日遅れ              |
| 新潟県       | 新潟総合テレビ     | フジテレビ系列 | 木曜 24時35分 - 24時58分 | 15日遅れ              |
| 富山県       | 富山テレビ         | フジテレビ系列 | 火曜 25時50分 - 26時15分 | 25日遅れ              |
| 長野県       | 長野放送           | フジテレビ系列 | 水曜 24時35分 - 24時58分 |                       |
| 近畿広域圏   | 関西テレビ         | フジテレビ系列 | 月曜 24時35分 - 25時00分 | 12日遅れ              |
| 広島県       | テレビ新広島       | フジテレビ系列 | 水曜 24時35分 - 25時00分 |                       |
| 福岡県       | テレビ西日本       | フジテレビ系列 | 水曜 24時50分 - 25時15分 |                       |
| 山口県       | テレビ山口         | TBS系列        | 土曜 10時23分 - 10時45分 | 2010年3月27日放送開始 |